# Calafate (profissão)
Um calafate é um operário especializado da construção naval.
O calafate trabalha nos estaleiros navais cabendo-lhe vedar com estopa de algodão alcatroada os espaços entre as tábuas com que são feitos os barcos de forma a impedir que a água se infiltre..